# Sandringham (Norfolk)
Sandringham é uma aldeia e uma freguesia localizada no condado inglês de Norfolk. Está situada a apenas 2 km ao sul da aldeia de Dersingham, a 12 km ao norte da cidade de King's Lynn e a 60 km a noroeste da cidade de Norwich. Detém uma área de 41.91 km² e, em 2001, apresentava uma população de 402 habitantes, em 176 casas. 
Sandringham é mais conhecida por ser a localidade de Sandringham House, a residência campestre da rainha Isabel II e de sua família. Diana, Princesa de Gales nasceu em Sandringham.